# Sanshu
Der Sanshu (jap. 三州犬, Sanshū inu/ken) ist eine vormals von der FCI anerkannte Hunderasse aus Japan (ehemals Gruppe 5, Sektion 5, Standard-Nr. 258).

## Herkunft und Geschichtliches
Der Sanshu entstand ab 1912 auf der japanischen Hauptinsel Honshū durch Kreuzungen aus dem Chow Chow mit mittelgroßen einheimischen Hunden. Er ist benannt nach der Provinz Sanshū (heute Präfektur Aichi). In der Folge verbreitete sich die Rasse in ganz Japan und wurde mit der Standard-Nummer 258 auch von der FCI anerkannt. 1988 beantragte der Japanische Kennel Club bei der FCI die Streichung der Rasse, da es sich nach Ansicht des Vereins um einen Mischling handelt.

## Beschreibung
Der Sanshu ist ein sehr robuster Hund, der in ganz Japan als Familienhund beliebt ist und recht häufig vorkommt. Es gibt ihn in zwei Größen: 51–60 cm und 40–46 cm. Er hat in etwa das Aussehen eines kleinen Akitas oder einem großen Shibas. Das Fell ist mittellang und dicht in fuchsrot, schwarzrot, rot, schwarz, hellbraun, Pfeffer und Salz, schwarzweiß oder gefleckt.
Der Kopf ist groß, die Schädelkalotte ein wenig flach, die Stirn leicht gerundet. Der Fang ist dick, kurz, keilförmig. Die Augen sind dunkel und mandelförmig. Die Ohren sind klein, dreieckig, stehend, etwas seitlich angesetzt. Die Rute wird geringelt über dem Rücken getragen.